# Préfecture de Tottori
Tottori (鳥取県, Tottori-ken) est une préfecture du Japon située au nord de la région de Chūgoku.

## Histoire
La préfecture est composée des anciennes provinces de Hōki à l'ouest et d'Inaba à l'est.

## Géographie
La préfecture de Tottori est située dans la partie ouest de l'île de Honshū, dans la région de Chūgoku, et fait face à la mer du Japon. Elle s'étend sur 3 507,19 km2 et est bordée des préfectures d'Hyôgo, Okayama, Hiroshima et Shimane. Son point culminant est le volcan Daisen qui, du haut de ses 1 729 m, est aussi le point culminant de toute la région de Chūgoku.
La préfecture de Tottori est connue pour ses grandes dunes de sable, notamment à Tottori, faisant partie du parc national de San'inkaigan. Un autre parc national, celui de Daisen-Oki, se situe sur le territoire de la préfecture.
À la date du 1er avril 2012, 14 % de la superficie de la préfecture était occupée par des parcs naturels.
Outre les deux parcs nationaux mentionnés précédemment, la préfecture comprend les parcs naturels quasi nationaux de Hiba-Dōgo-Taishaku et Hyōnosen-Ushiroyama-Nagisan ainsi que les parcs naturels préfectoraux de Misasa-Tōgōko, Nishi Inaba et Okuhino.

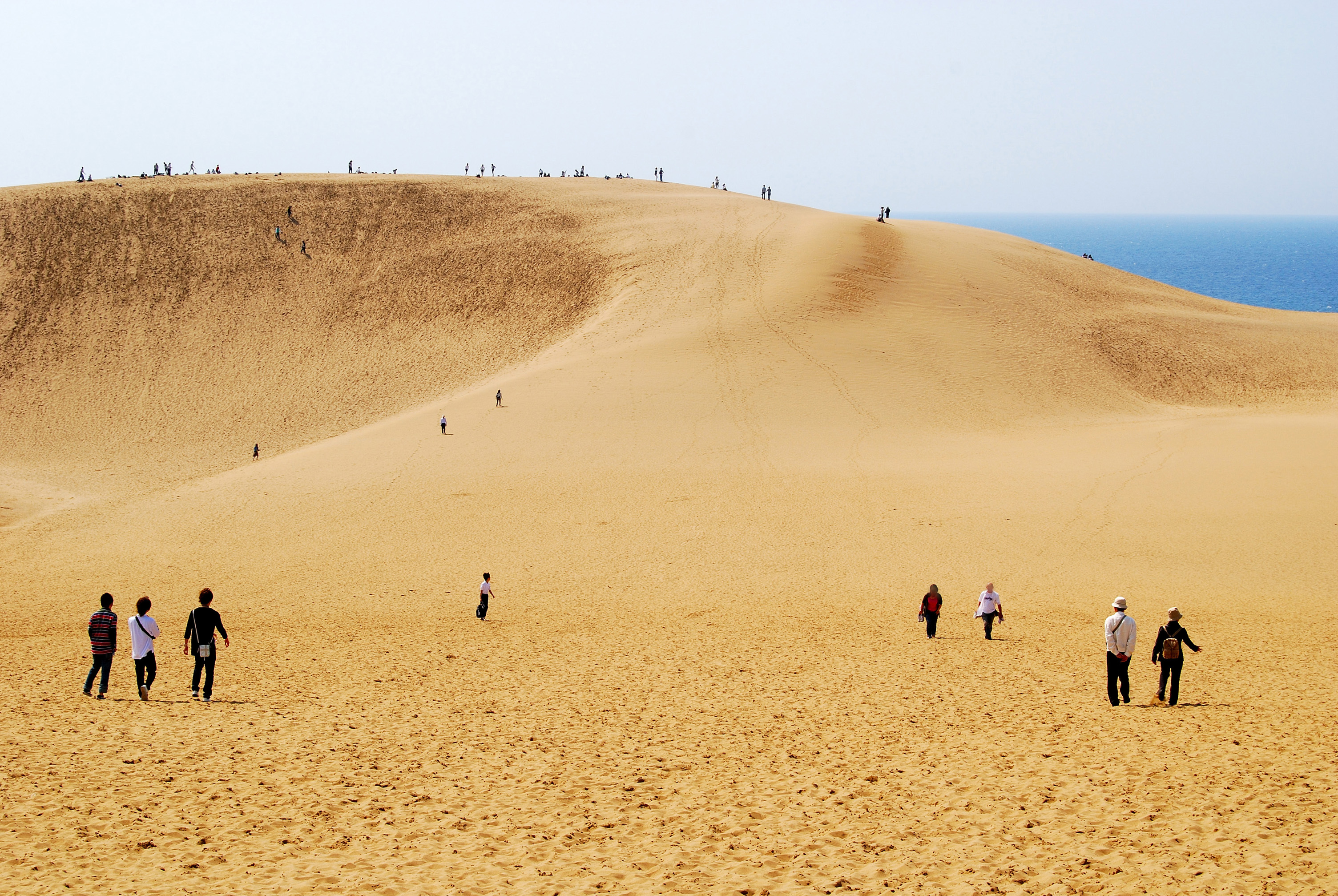
Les dunes de sable de Tottori.
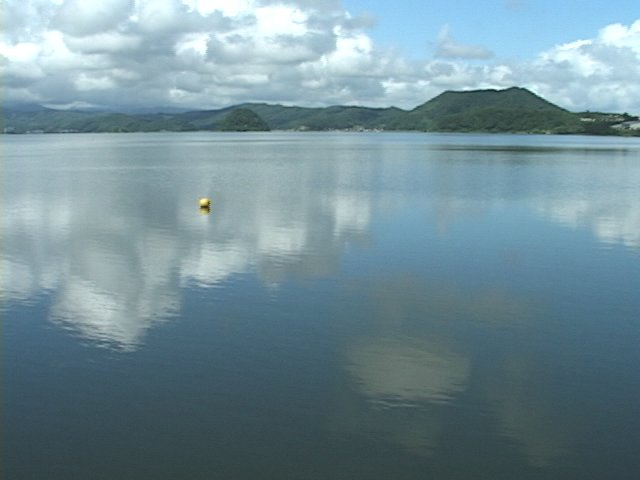
Le lac Koyama.
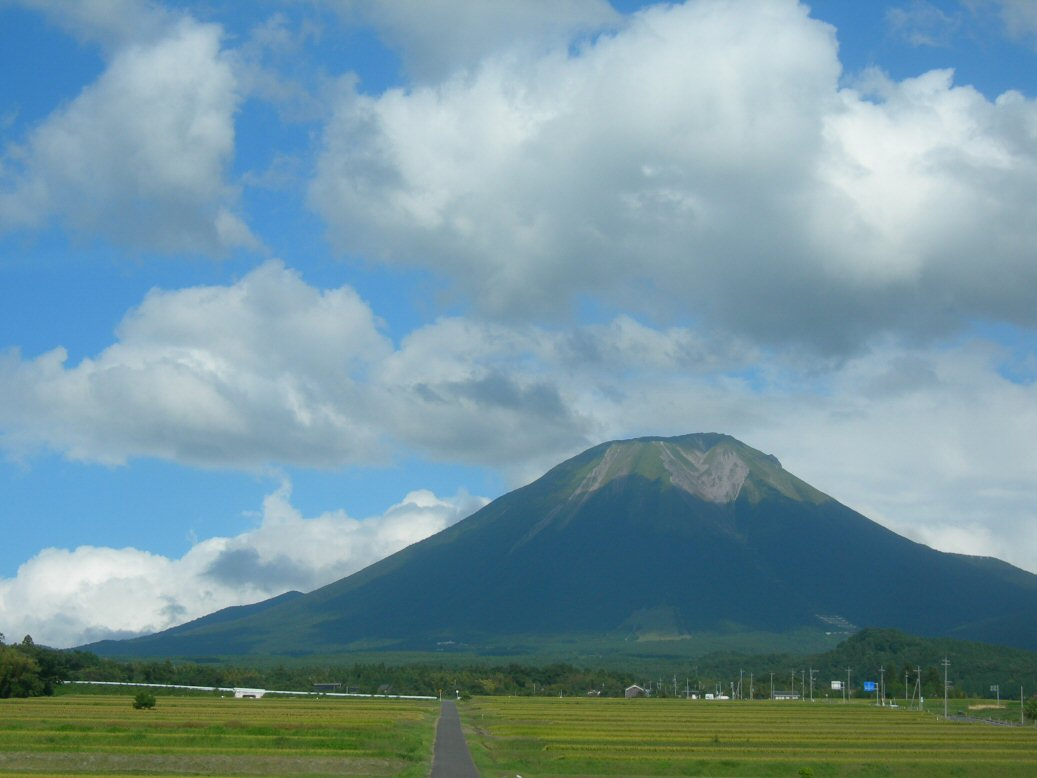
Le volcan Daisen.

## Subdivisions administratives

### Villes
La préfecture comprend quatre villes (市, shi) :
- Kurayoshi
- Sakaiminato
- Tottori (capitale)
- Yonago

### Bourgs et villages
Liste des cinq districts de la préfecture, ainsi que de leurs 14 bourgs et unique village :
| - District de Hino Hino Kōfu Nichinan - District d'Iwami Iwami - District de Saihaku Daisen Hiezu (village) Hōki Nanbu | - District de Tōhaku Hokuei Kotoura Misasa Yurihama - District de Yazu Chizu Wakasa Yazu |

## Économie
La préfecture à une économie principalement basée sur l'agriculture, le secteur primaire représentant 11,5 % en 2002. Elle est connue dans le reste du Japon pour la production des nashis, également appelées poires japonaises. La préfecture peut compter sur l'implantation des entreprises Sanyo, Sharp Ricoh, ou bien encore Family Inada afin de prévaloir sur l'industrie électronique.

## Démographie
La préfecture de Tottori comptait, le 1er septembre 2015, 570 395 habitants, ce qui en fait la préfecture la moins peuplée du Japon, pour une superficie de 350 719 hectares, soit une densité de 162,6 habitants par kilomètre carré.
Sa capitale, Tottori, regroupe alors 33,7 % de la population sur 21,8 % du territoire.
En 2022, elle ne compte que 22 000 enfants de moins de 4 ans.

## Culture

### Édifices religieux

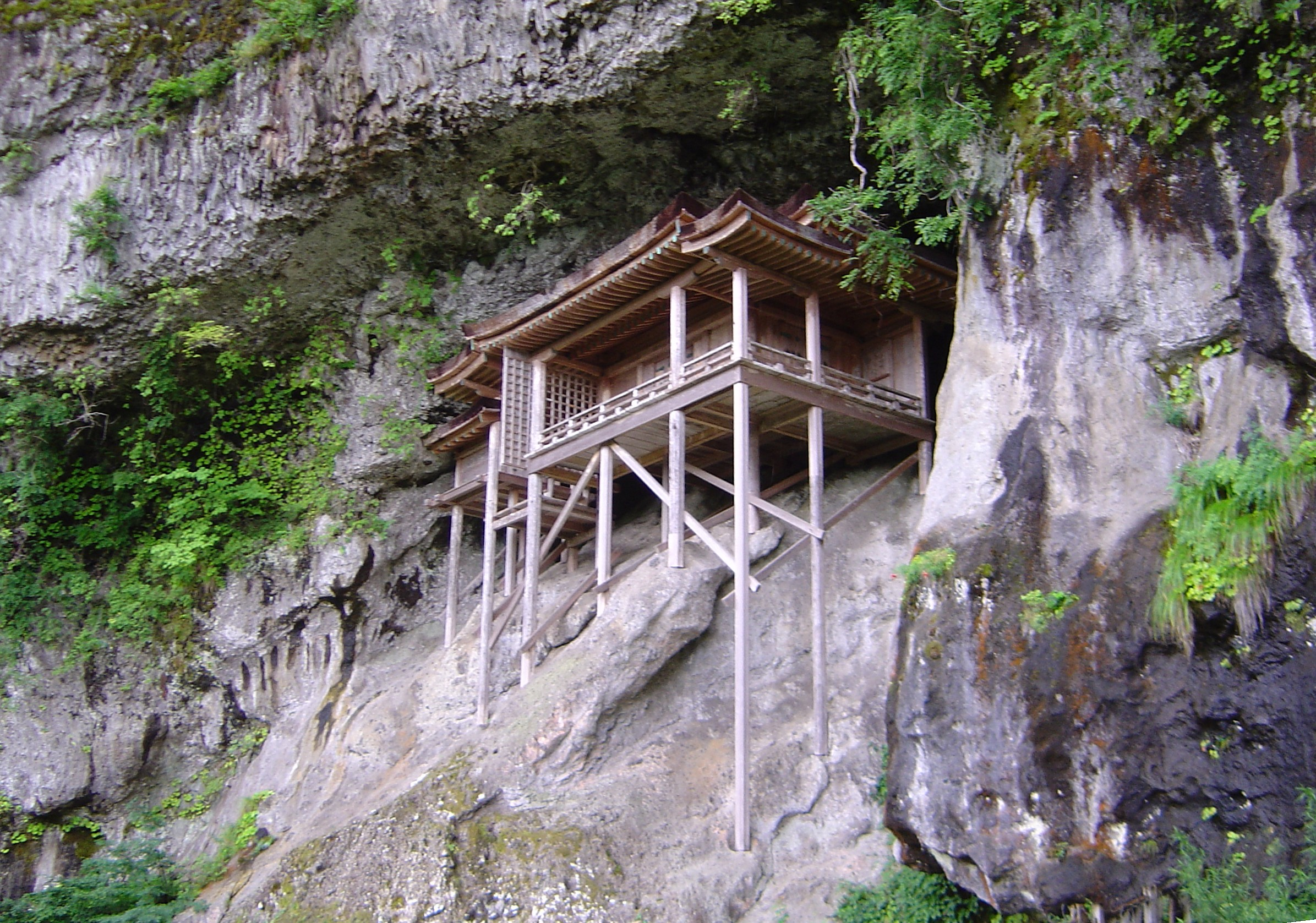
Le Nageiredo du Sanbutsu-ji (trésor national du Japon).

À Misasa, a été construit à l'époque de Heian, dans le flanc du mont Mitoku à 400 m de hauteur, un bâtiment annexe du temple bouddhique Sanbutsu : le Nageiredo (ja). Ce dernier est classé trésor national du Japon.

### Littérature
Les Dunes de Tottori est le titre d'un livre de « mystère ferroviaire » de l'auteur de romans policiers Kyōtarō Nishimura, paru en 1982 et publié en français à partir de 1992.

## Jumelages
La préfecture de Tottori est jumelée avec les municipalités ou régions suivantes :
- Jilin (Chine) depuis le 2 septembre 1994 ;
- Hebei (Chine) depuis le 9 juin 1986 ;
- Gangwon (Corée du Sud) depuis le 7 novembre 1994 ;
- Töv (Mongolie) depuis le 25 juillet 1997 ;
- Kraï du Primorie (Russie) depuis le 5 mai 2010.